# Starovičky
Starovičky (en allemand : Klein Steurowitz) est une commune du district de Břeclav, dans la région de Moravie-du-Sud, en République tchèque. Sa population s'élevait à 879 habitants en 2020.

## Géographie
Starovičky se trouve à 5 km au sud-est de Hustopeče, à 19 km au nord-nord-ouest de Břeclav, à 35 km au sud-sud-est de Brno et à 214 km au sud-est de Prague.
La commune est limitée par Hustopeče à l'ouest et au nord-ouest, par Kurdějov et Horní Bojanovice au nord, par Velké Pavlovice à l'est, par Zaječí au sud, et par Šakvice au sud-ouest.

## Histoire
La première mention écrite de la localité date de 1239.